# 柔弱野青茅
柔弱野青茅（学名：Deyeuxia flaccida）为禾本科野青茅属下的一个种。

## 扩展阅读
- 維基物種上的相關：柔弱野青茅